# Fituna

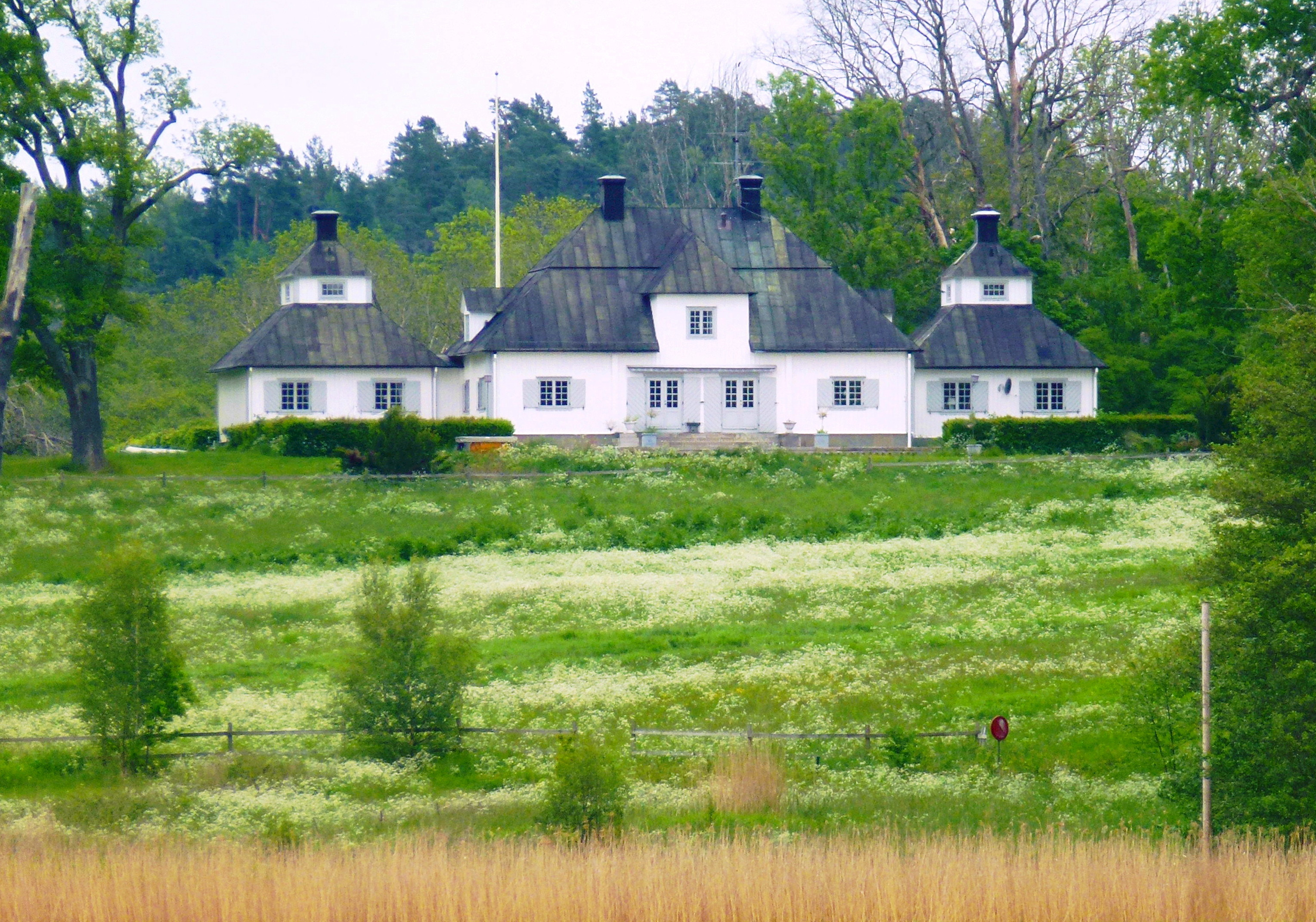
Fituna herrgård, fasad mot Mörkarfjärden, juni 2014.

Fituna är en herrgård och ett tidigare säteri som ligger vid Kvarnåns utlopp i Mörkarfjärden i Sorunda socken och Nynäshamns kommun på Södertörn i Södermanland. Tillsammans med Fållnäs har Fituna varit ett av de säterier som haft större betydelse inom Sorunda. Området med sin bevarade bebyggelse är av riksintresse.

## Fituna på forntiden

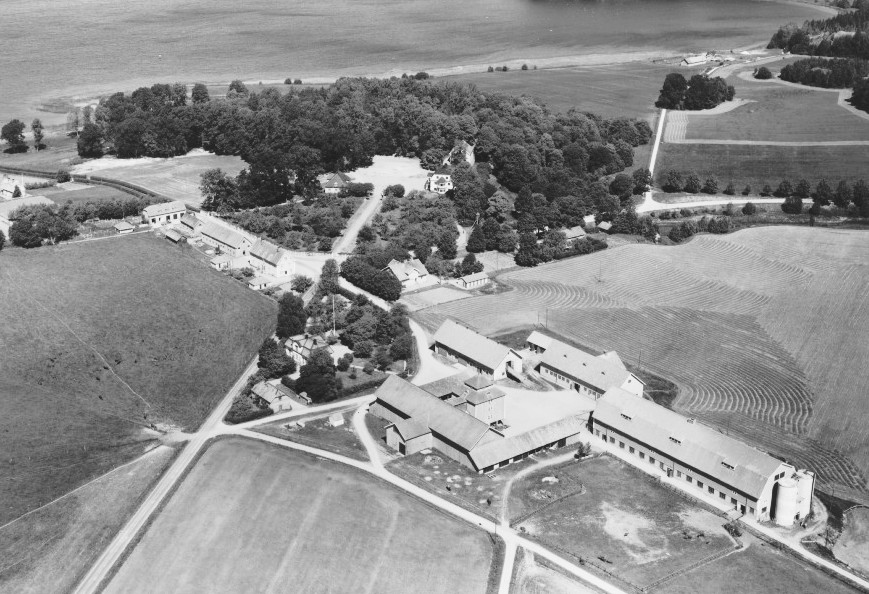
Fituna säteri 1959.

Ett gravfält från yngre järnåldern tyder på att platsen varit bebodd redan på forntiden. Vid Fitunas gravfält ligger resterna av en förhistorisk gård, ungefär en knapp kilometer söder om nuvarande gårdsanläggning.

## Fituna på medeltiden
Fituna är belagt redan 1384 som sätesgård för Sigge Brun. Under medeltiden låg gården på den så kallade Storängen, en beteshage sydost om dagens Fituna. Flera husgrunder syns nu skymta i hagens grässvålar och i dess anslutning ligger odlingsrösen och fossila åkrar. Namnet Fituna kommer av fit, ett äldre ord för just fuktig äng och tuna i betydelsen gård, ofta i ägo under personer inom frälset eller biskopsämbetet. Fituna övergick via gifte till Erland Pedersson Bååt på 1400-talet och därefter ärvdes godset inom släkten Bååt fram till 1600-talets slut. Från gården går en väg till Sorunda kyrka där Fituna har haft en egen stiglucka i bogårdsmuren.

## Från 1600 till 1900-talet

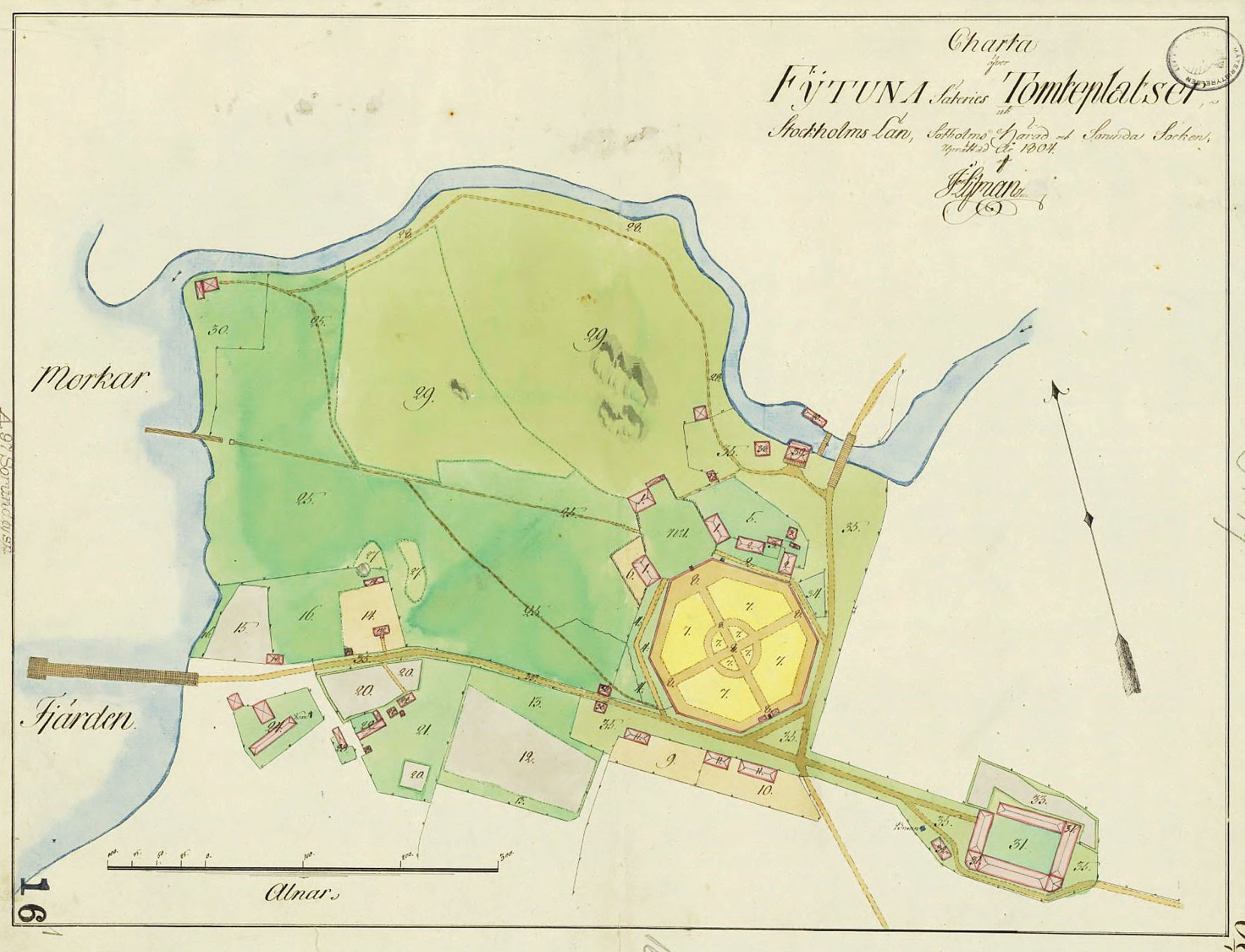
Charta öfver Fytuna Säteri, 1804.

Gården flyttades 1658 till nuvarande plats vid Kvarnåns bäckravin men ryssarna letade sig in via åns mynning och brände godset 1719. Fitunas nästa manbyggnad uppfördes i karolinsk stil på 1720-talet och en så kallad "Excellensflygel" tillbyggdes åt översten Carl Henrik Bonde. Huvudbyggnaden av knuttimmer panelades utvändigt med ljusmålad locklist och försågs med ett säteritak. Lantmäterikartan från 1803-04 visar att Fitunas båda tillfartsvägar mot norr och sydväst har fortfarande samma sträckning.
Huvudbyggnaden revs på 1950-talet och ersattes med en ny. Nya byggnaden har i senare tid renoverats och en fristående paviljongliknande flygel har blivit tillbyggd på norra gavelsidan. Några ekonomibyggnaderna är från 1900-talets första hälft, en del har blivit ombyggda och nya har tillkommit. En ny maskinhall uppfördes 1992.

## Fituna idag
Vid gården bedrivs idag stallverksamhet med hästavel och ett hundratal travhäster, samt odling av spannmål och oljeväxter. Fituna ägdes sedan 1970-talet av Stockholms kommun och utarrenderades. Som ett led i att Stockholm ska sälja mark och byggnader utanför kommungränsen som inte behövs för den egna verksamheten beslöts i april 2009 att egendomen Fituna skulle säljas. Fitunas marker bestod då av 340 hektar åker och 850 hektar vatten och värderades inför försäljningen till 155 miljoner kronor. Köparen blev M & M Fastighetsförvaltning och advokat Michael Lindblom.

### Nutida bilder, gården

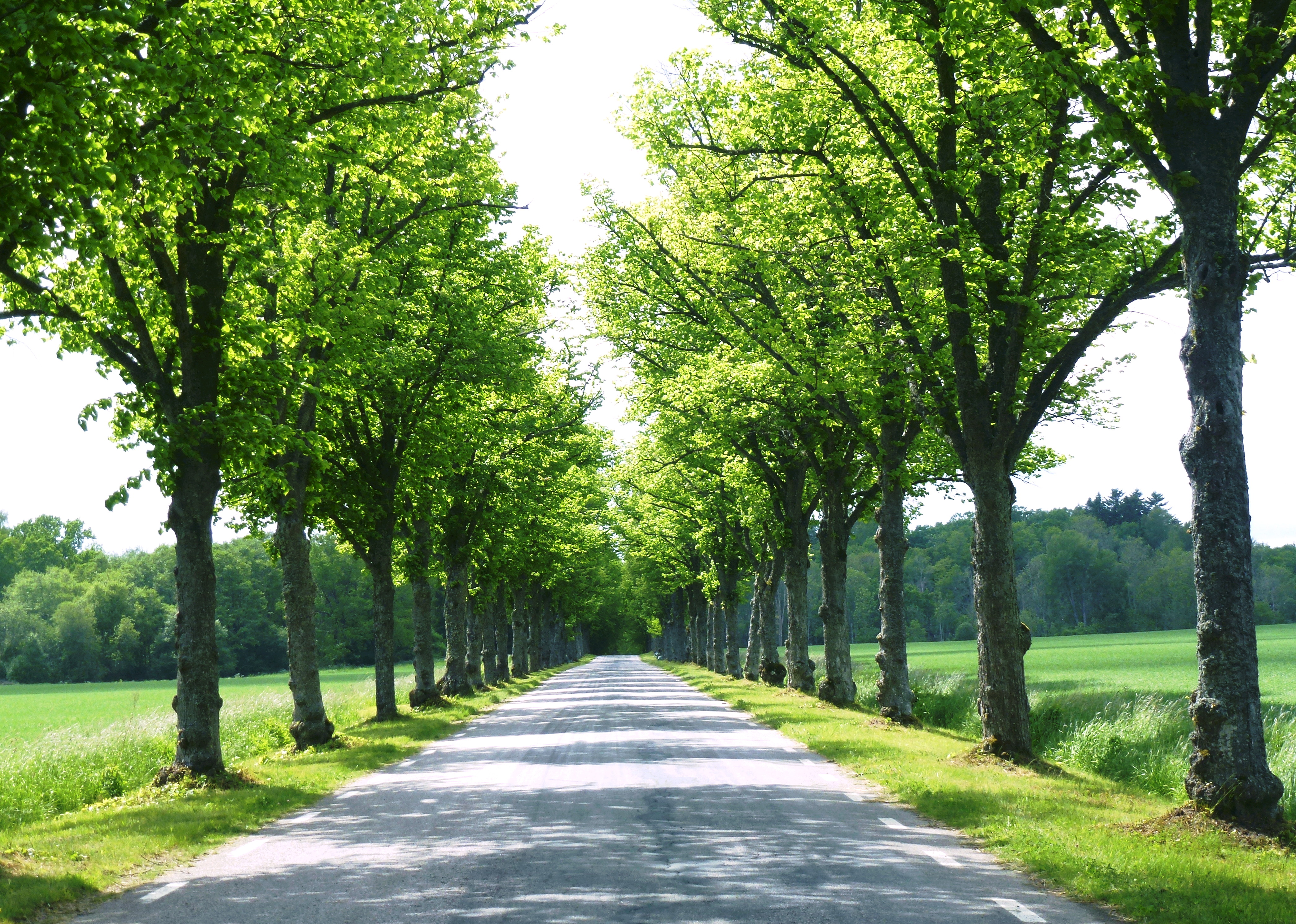
Allén till gården
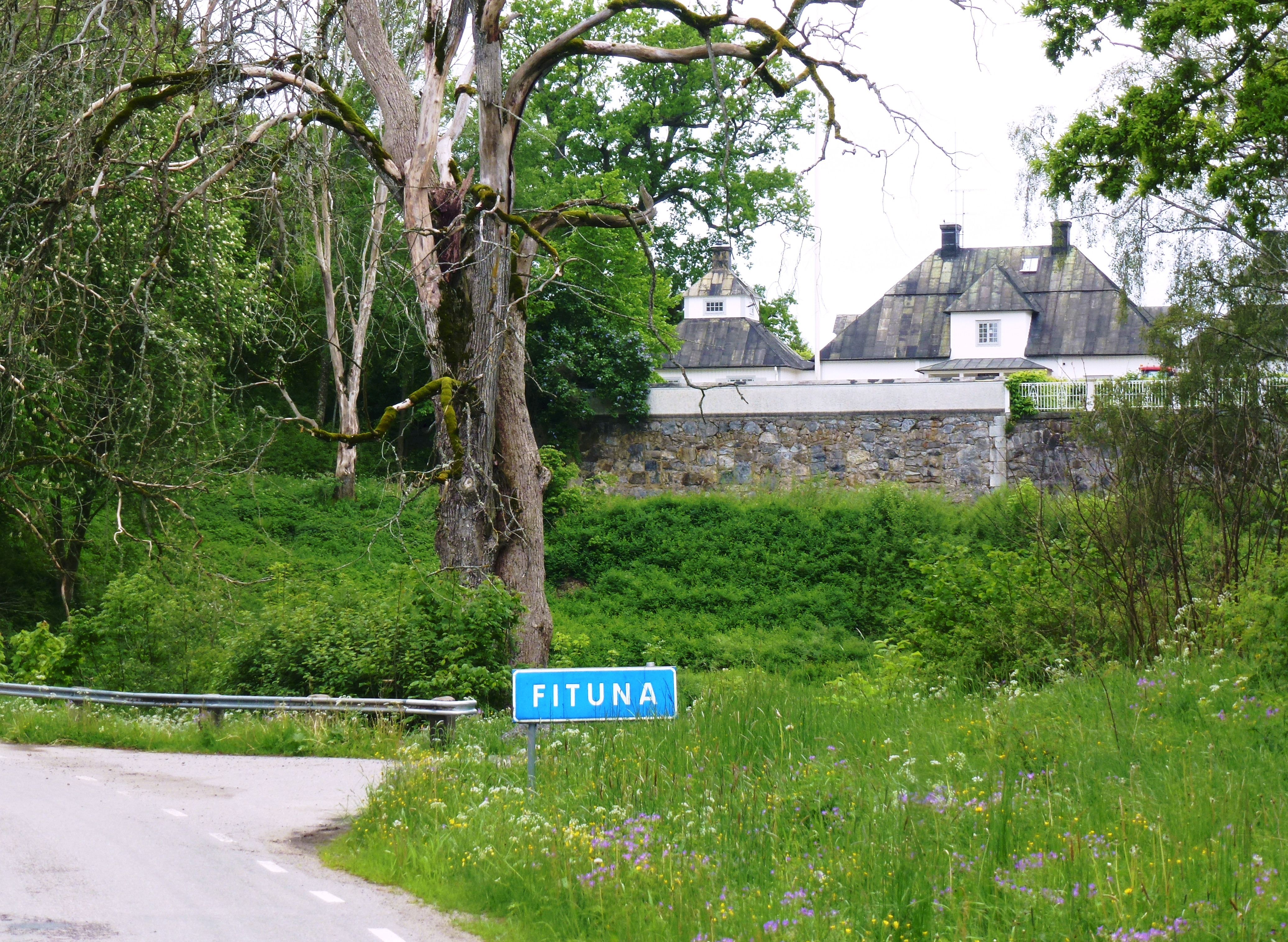
Fituna gård vid Fituna bro
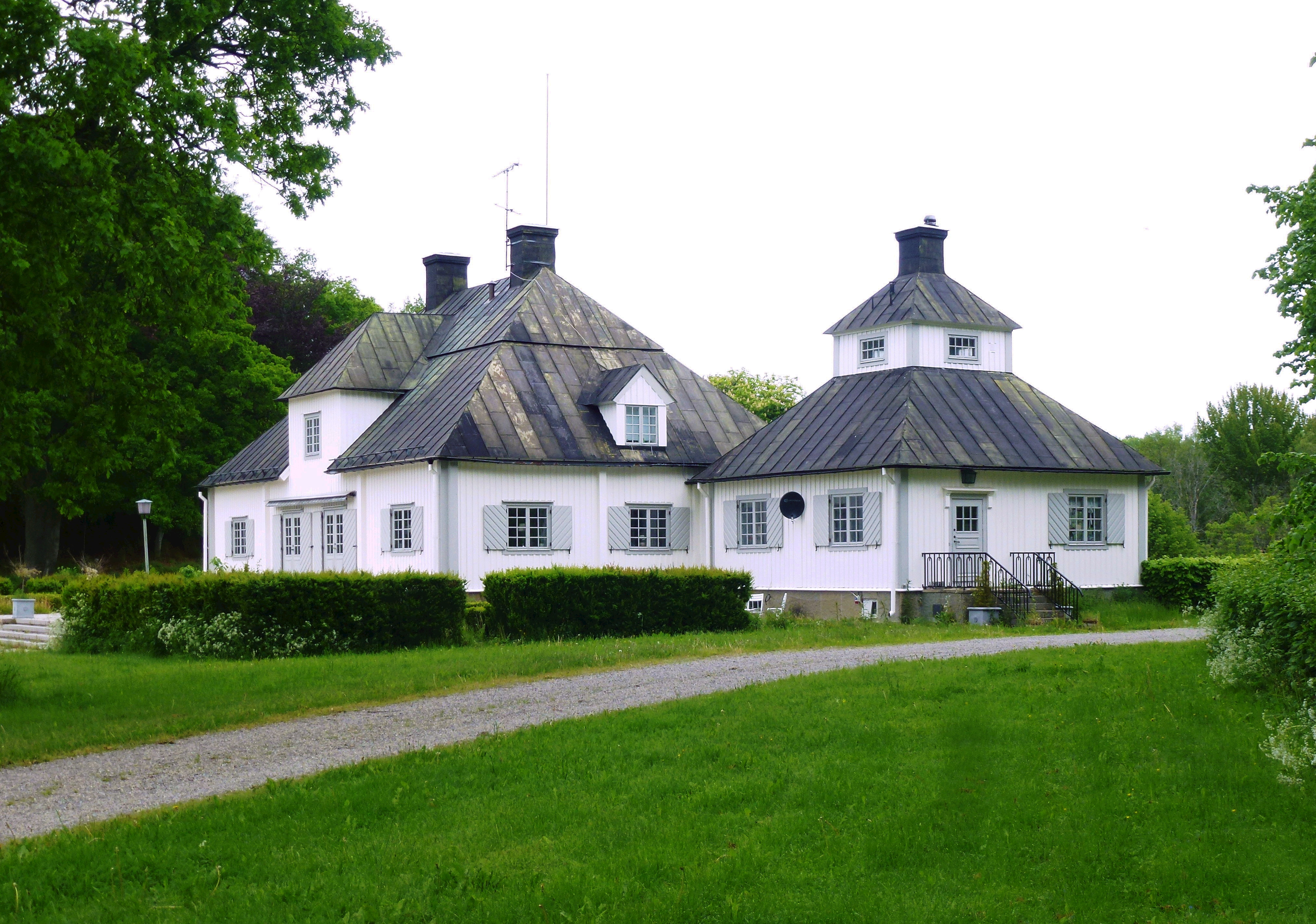
Fituna gård
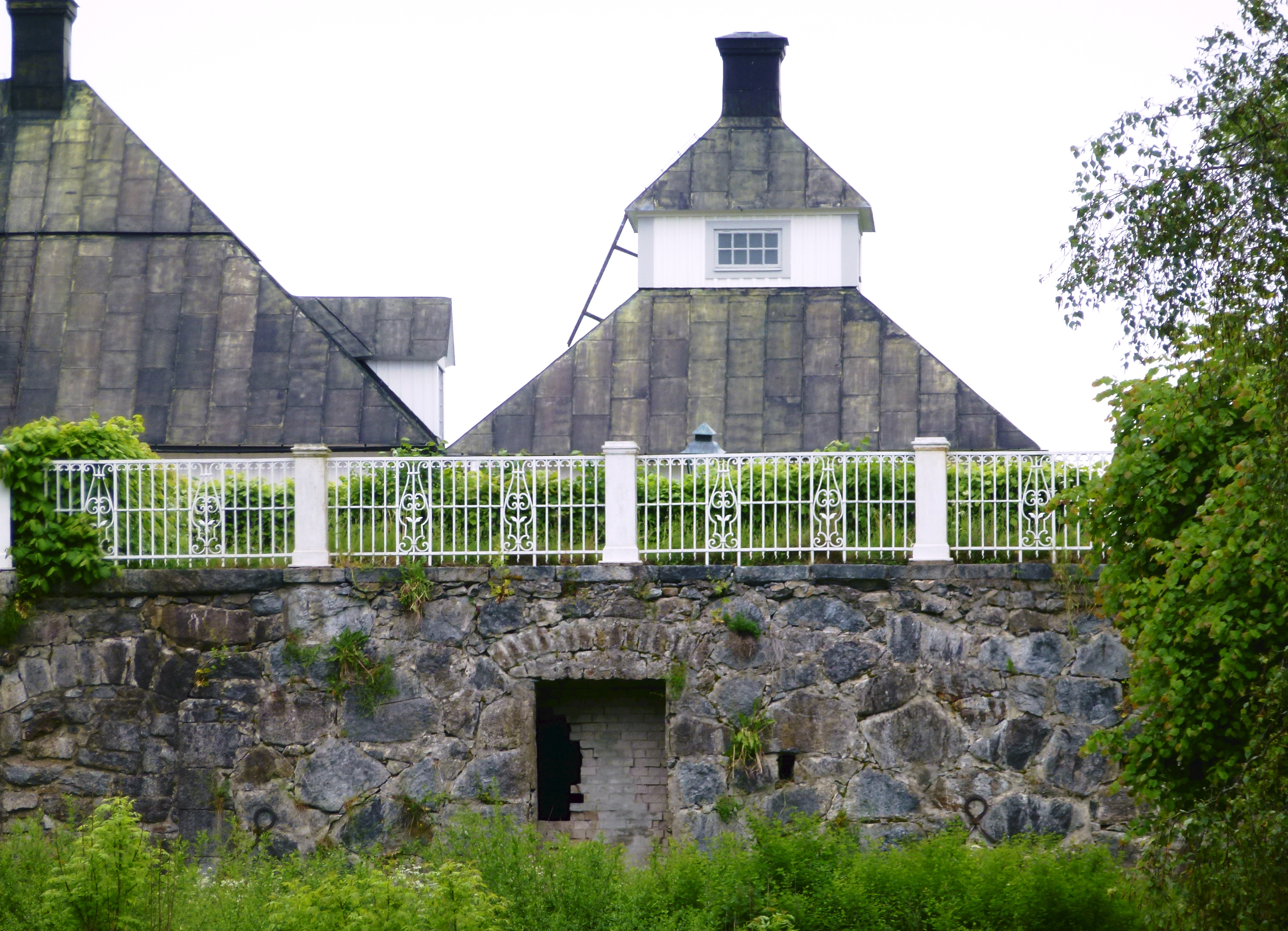
Fituna gård
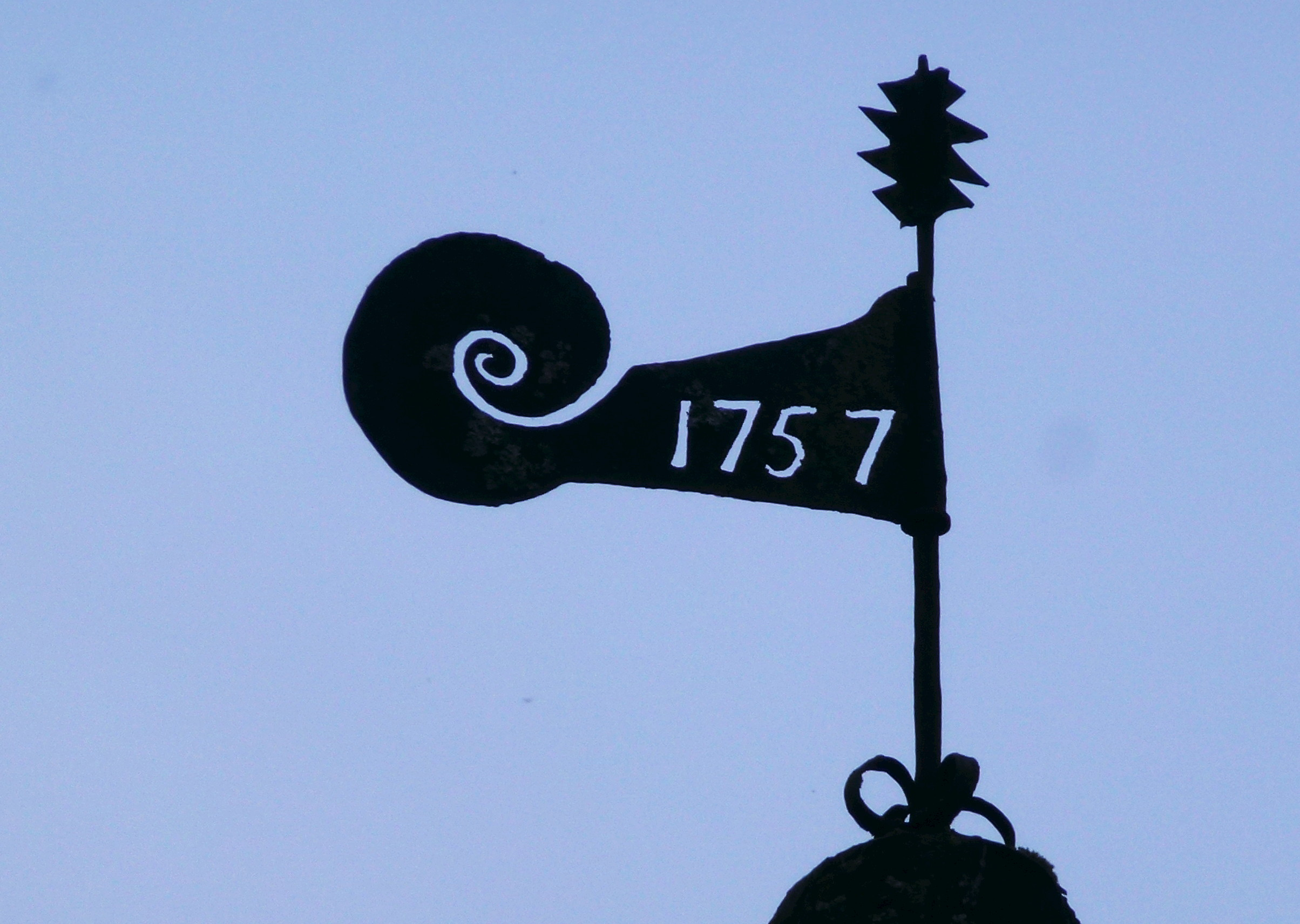
Vindflöjel på klockstapeln
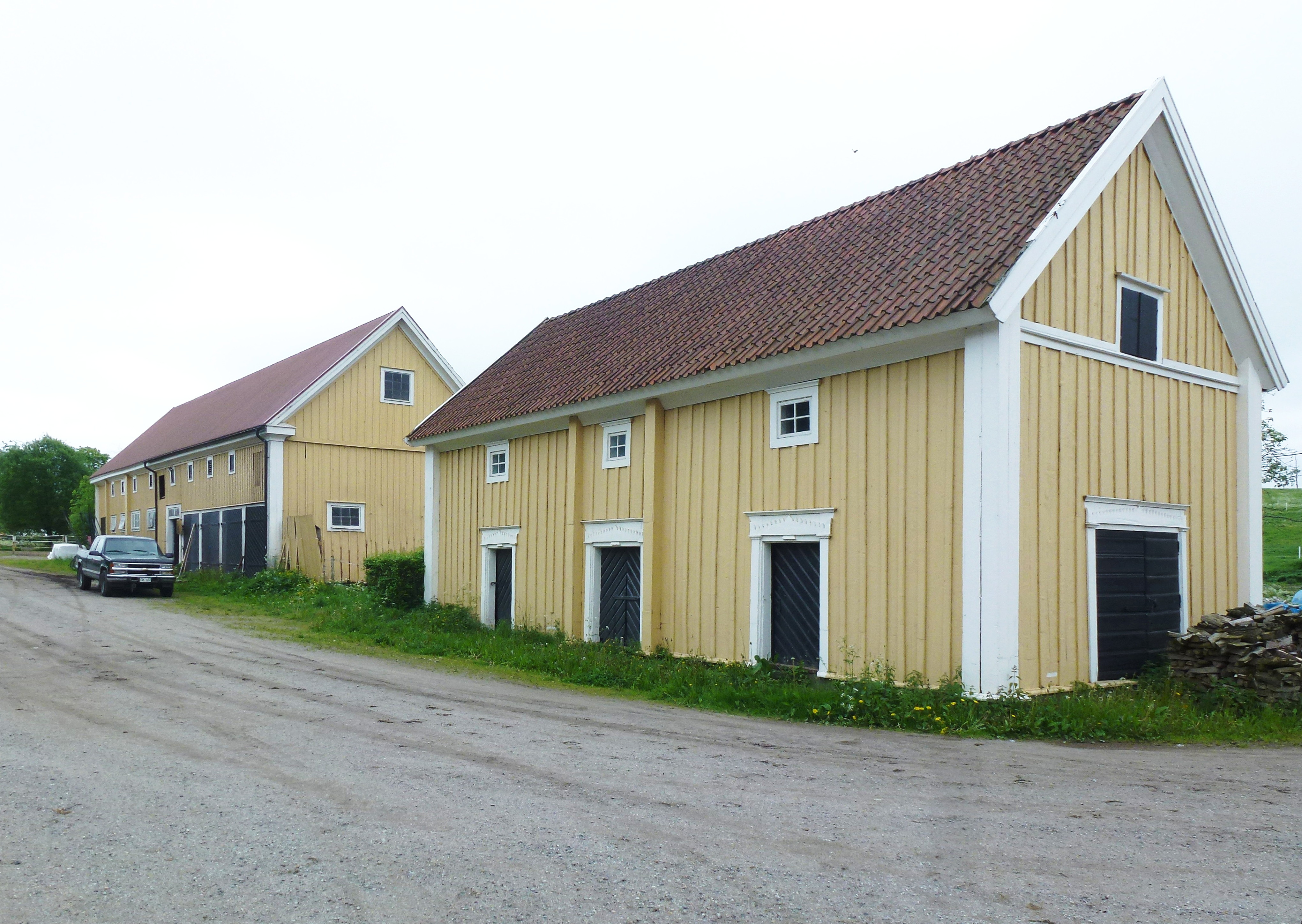
Ekonomibyggnader
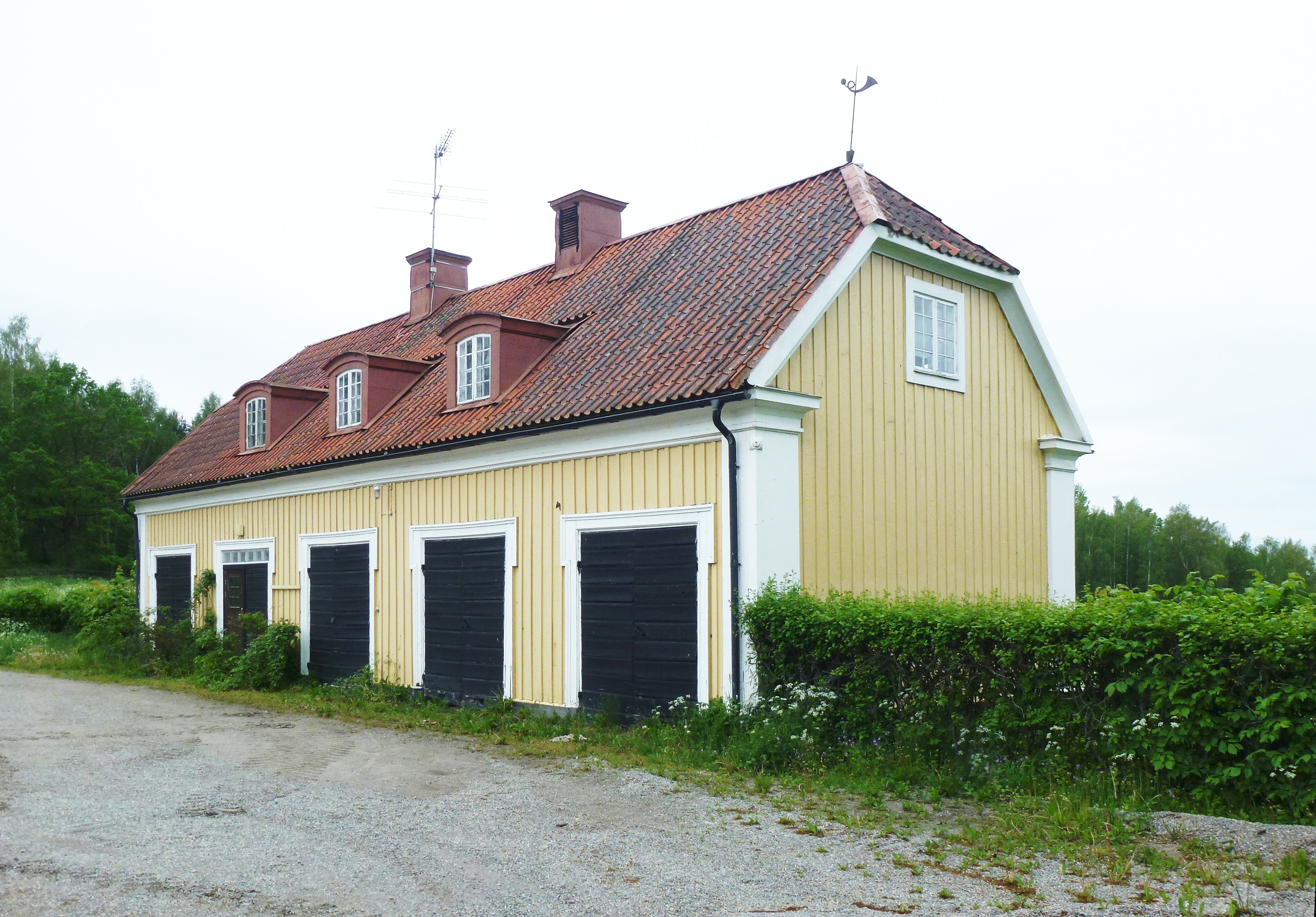
Ekonomibyggnader
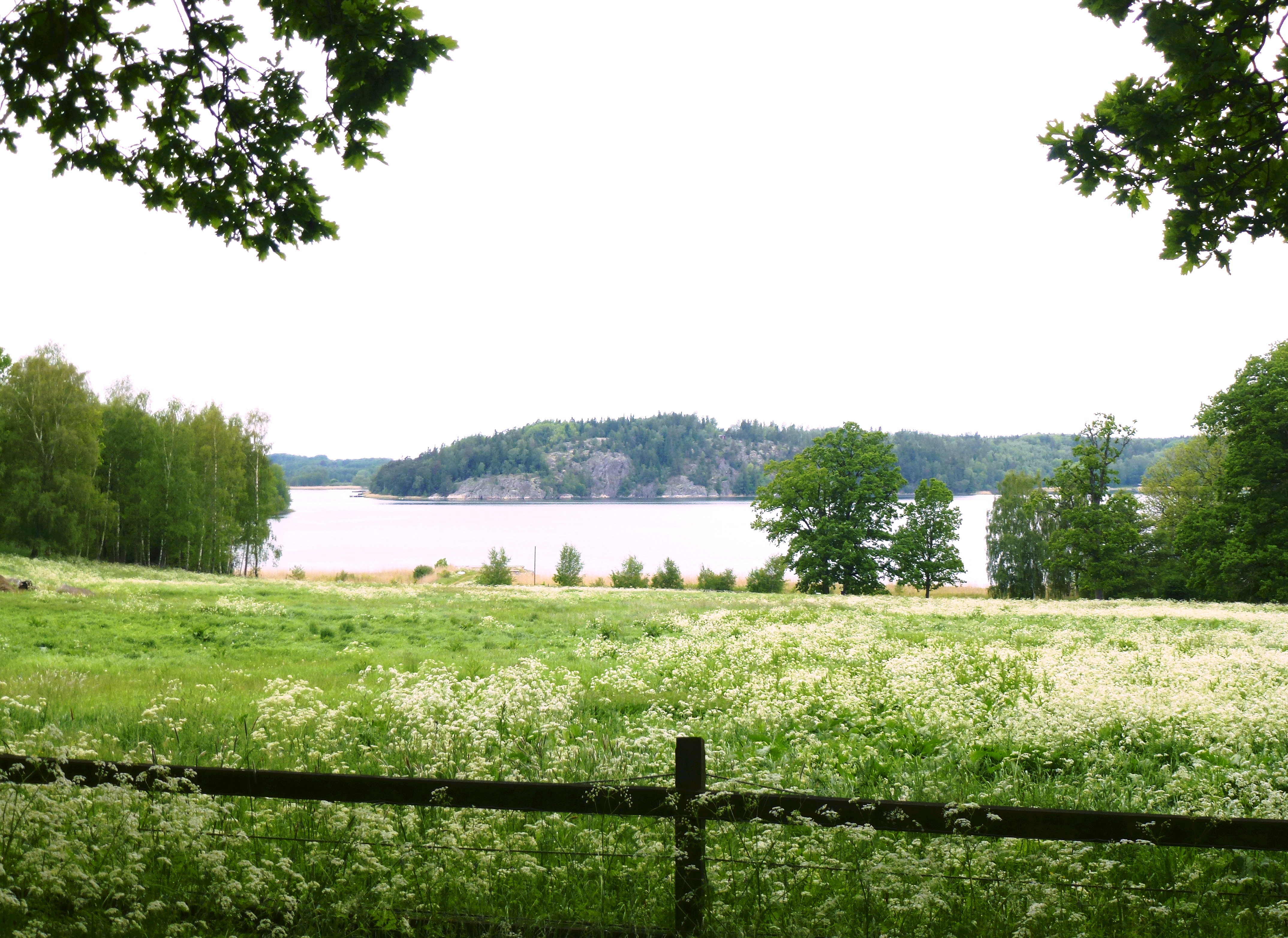
Mörkarfjärden vid Fituna

## Kvarnverksamhet
Utmed Fitunaån, som rinner förbi strax norr om huvudbyggnaden, har ett flertal vattenkvarnar funnits längre tillbaka. Två stycken är karterade 1712 och av deras grunder syns lämningar i den djupa bäckfåran. Sista kvarnen som var i drift ännu 1955 låg vid Fituna bro och direkt framför huvudbyggnaden. Kvarnen jämte en såg borttogs strax därefter, likaså upphörde trafiken till ångbåtsbryggan vid Mörkarfjärden. Av kvarnen återstår bland annat en kallmurad husgrund på 16 x 12 meter och rester av betongfundament. Lämningarna är klassade som fornminne med nummer Sorunda Raä 580:1.

### Nutida bilder, Fituna kvarn och Fitunaån

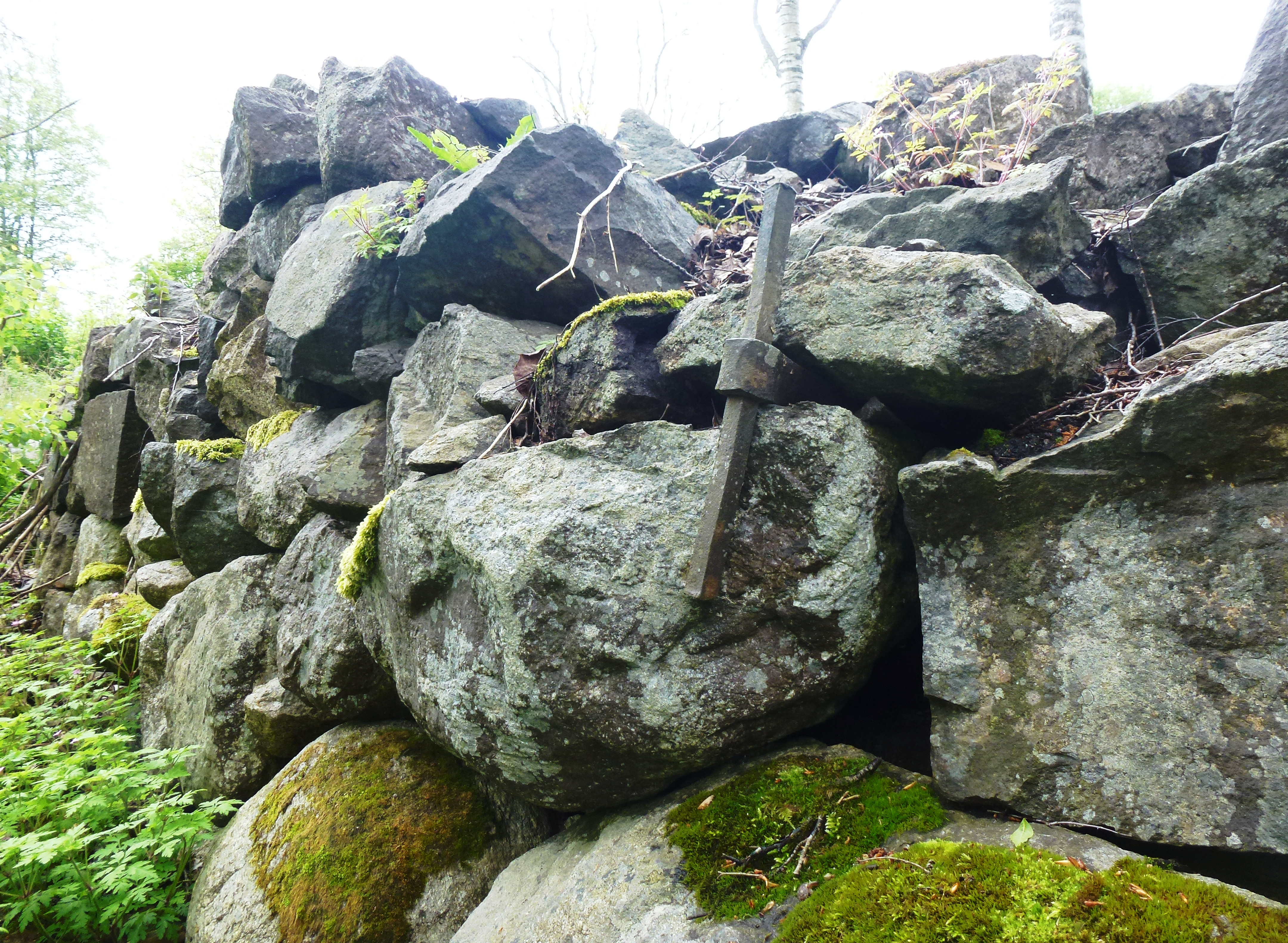
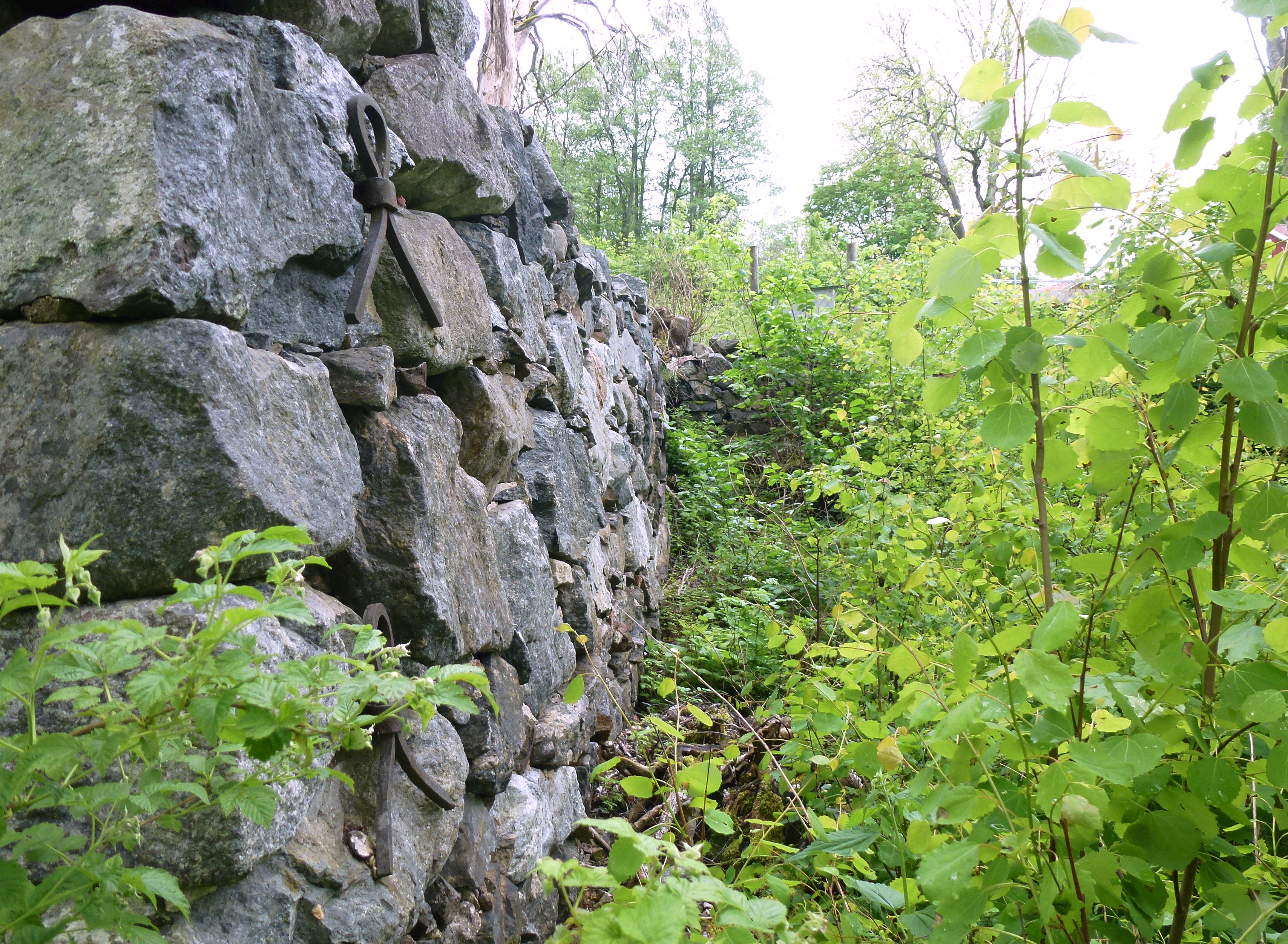
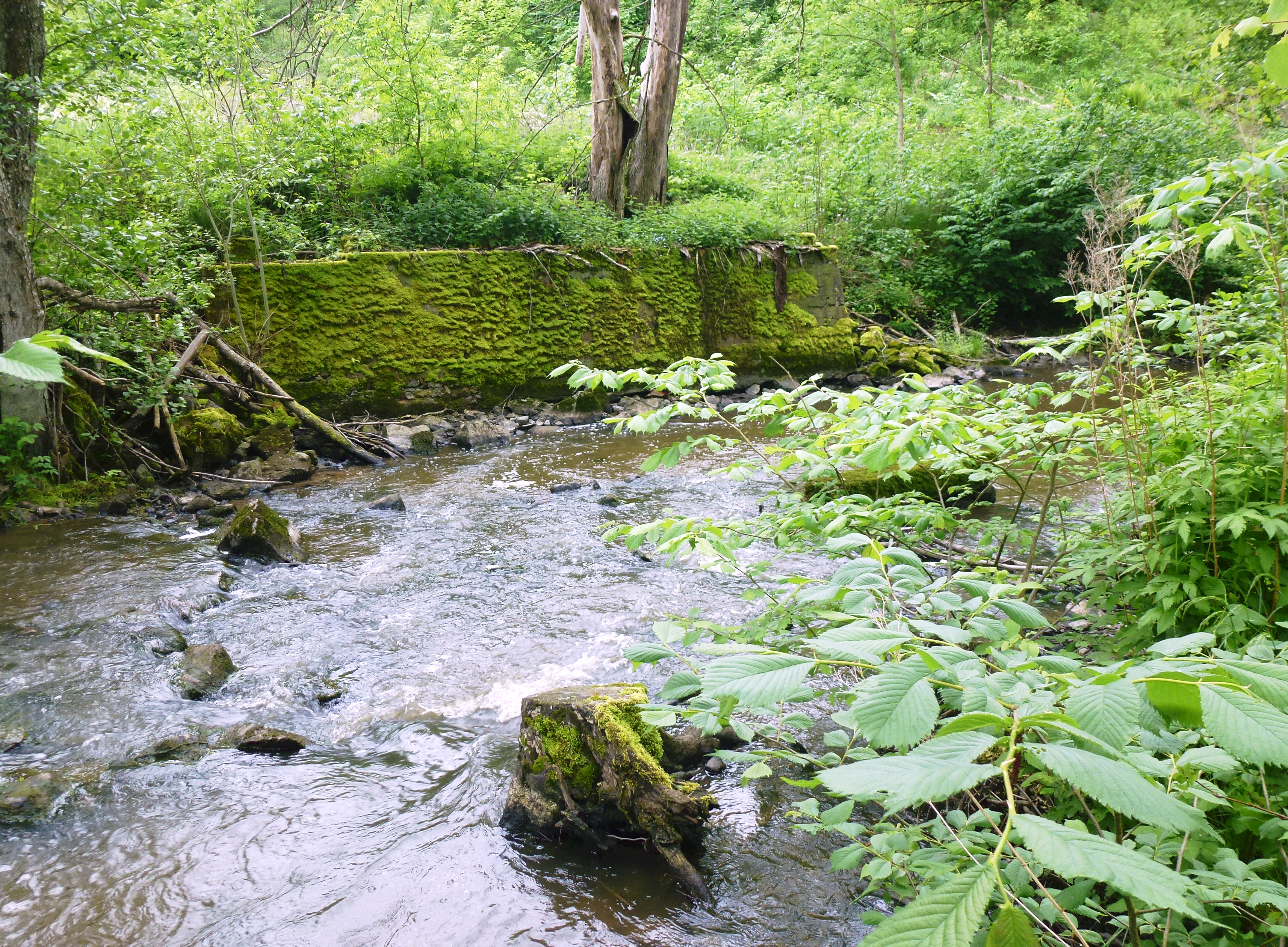
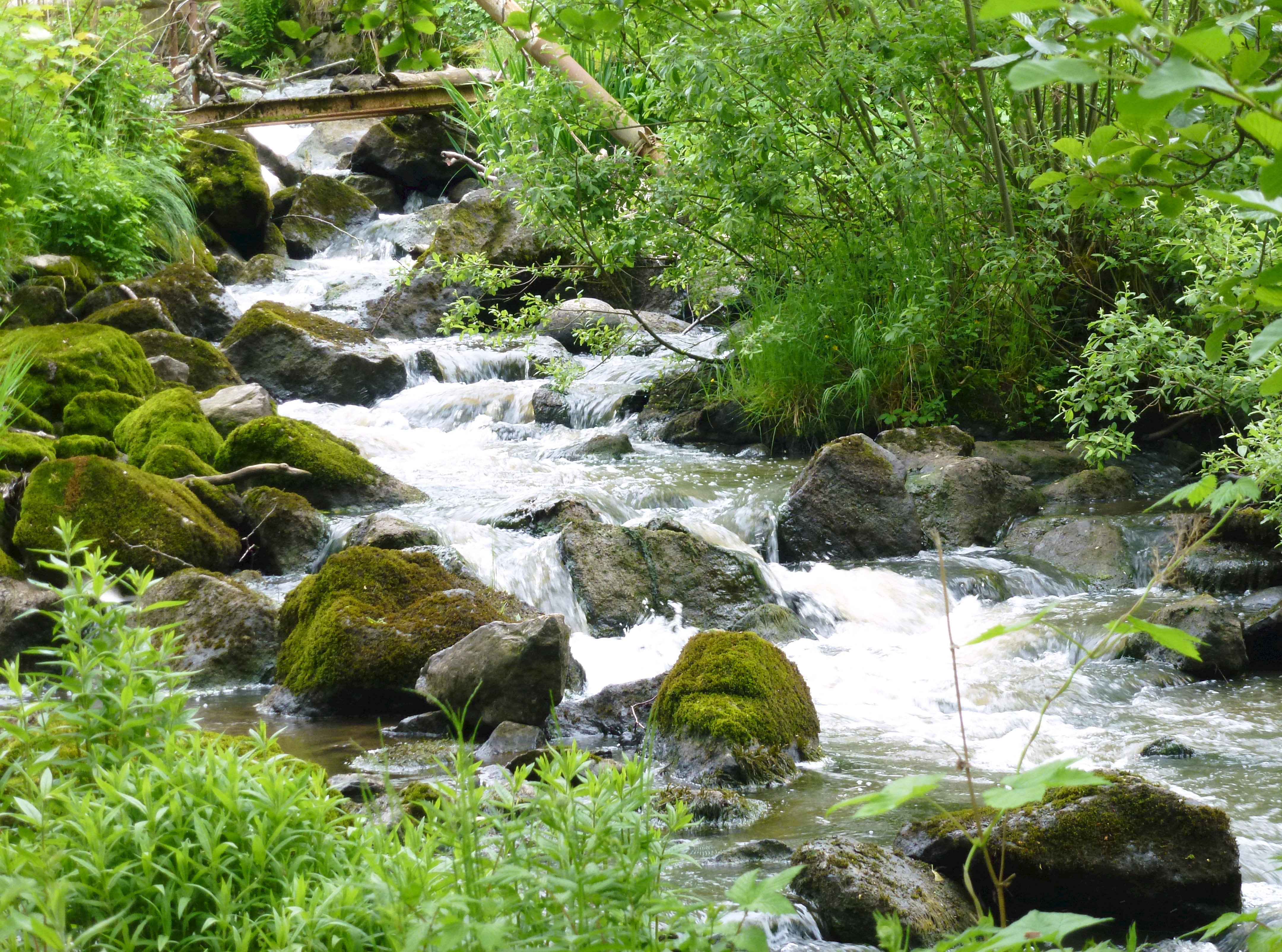

## Fituna vårdkase
Syd-sydväst om Fituna står en vårdkase överst på Vårdberget, en förkastningsbrant ovanför Himmerfjärden. Utsikten är hissnande och bortom fjärden syns på andra sidan Hörningsholms slott på Mörkö och Furuholmsskansen på Skansholmen. Vårdkasen (Raä 84:2) som är rest ovanpå ett större gravröse (Raä 84:1) från äldre bronsåldern, lär vara den enda bevarade inom Stockholms län och vårdas av Sorunda hembygdsförening. Vårdkasen är cirka 4-5 meter hög, har en diameter på ungefär 6 meter. På den smala kustremsan nedanför berget går en mindre väg mellan Fituna och Ragnarök.

## Fituna inom litteraturen

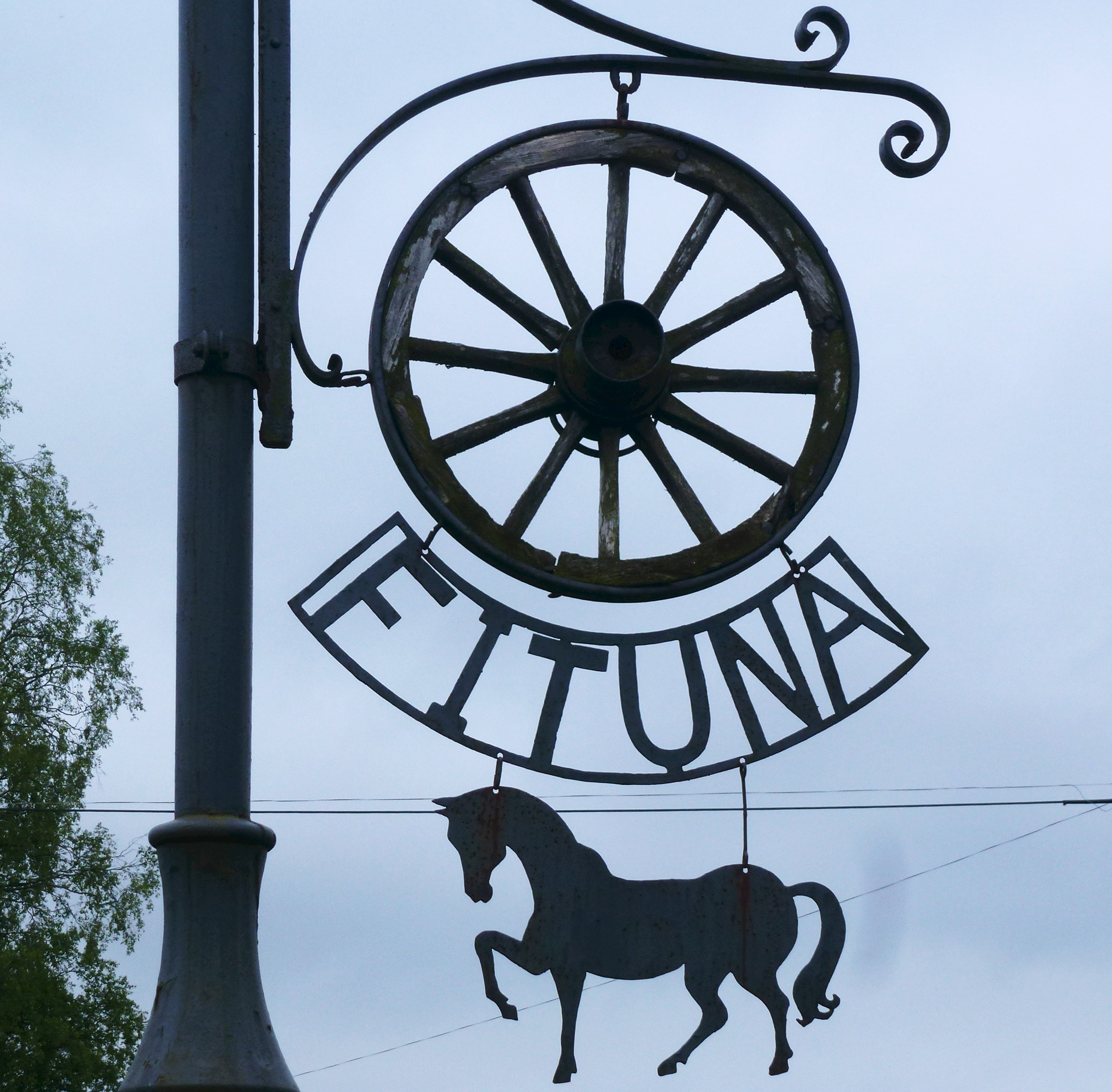

Författaren Lars Widding som under förra seklet bodde i ett torp under Fituna, har hämtat inspiration och skrivit om godset i sina böcker Sorundasviten som inleds med romanen På ryttmästarens tid och romansviten som bygger på Årstafruns personligt nedskrivna dagböcker.